# La Sagra's tiran
De La Sagra's tiran (Myiarchus sagrae) is een zangvogel uit de familie Tyrannidae (tirannen). Deze vogel is genoemd naar de Spaans-Cubaanse botanicus Ramón de la Sagra (1798-1871).

## Verspreiding en leefgebied
Deze soort komt voor op de Bahama's en Cuba en telt twee ondersoorten:
- M. s. lucaysiensis: de Bahama's.
- M. s. sagrae: Cuba, Isla de la Juventud en Grand Cayman.

## Status
De grootte van de populatie is niet gekwantificeerd maar de soort wordt omschreven als vrij algemeen. Op de Rode lijst van de IUCN heeft deze soort de status niet bedreigd.